# Strongyliceps alluaudi
Espèce
Strongyliceps alluaudi est une espèce d'araignées aranéomorphes de la famille des Linyphiidae.

## Distribution
Cette espèce est endémique du Kenya.

## Étymologie
Cette espèce est nommée en l'honneur de Charles Alluaud.

## Publication originale
- Fage & Simon, 1936 : Arachnida. III. Pedipalpi, Scorpiones, Solifuga et Araneae (1re partie). Mission scientifique de l'Omo. Mémoires du Muséum d'Histoire Naturelle, Paris, vol. 4, p. 293-340.